# Cyngor Bro Dyffryn Cennen
Cyngor Bro Dyffryn Cennen är en community i Storbritannien.   Den ligger i kommunen Carmarthenshire och riksdelen Wales, i den södra delen av landet, 270 km väster om huvudstaden London.
Den största byn i communityn är Ffairfach.